# De groffe grapjas
De groffe grapjas is een stripverhaal uit de reeks van Suske en Wiske. Het is onderdeel van een reeks van zes bijzondere albums ter gelegenheid van de zeventigste verjaardag van Suske en Wiske. 
Deze reeks werd mogelijk gemaakt door Het Laatste Nieuws en dit verhaal werd geschreven door Alex Agnew. Het werd uitgebracht op 24 oktober 2015. Een belangrijk deel van de opbrengst ging naar SOS Kinderdorpen.

## Personages
In dit verhaal spelen de volgende personages mee:
- Suske, Wiske, tante Sidonia, Lambik, Jerom, Alex Agnew, Krimson, Theofiel Boemerang, Sus Antigoon,professor Barabas

## Locaties
Dit verhaal speelt zich af op de volgende locaties:
- theaterzaal, Sinksenfoor, het huis van tante Sidonia, Antwerpen, geheim hoofdkwartier van Krimson,

## Het verhaal
Lambik nodigt de hoofdpersonages uit naar een voorstelling van Alex Agnew. Hij geraakt backstage en Alex nodigt hen uit om morgen met hem naar de Sinksenfoor te gaan, al zijn Lambik en Suske daar niet blij mee. Op de Sinksenfoor redt hij het leven van een meisje, waar Jerom ook niet tevreden mee is. Als Alex en Wiske eindelijk alleen zijn, beleven ze de avonturen tegelijk De tamtamkloppers, De kleppende klipper, De stemmenrover, Het eiland Amoras en Wattman. Alex komt op bezoek bij Wiske met dezelfde kleren als Suske. Wiske wijst hem af en Sidonia trakteert hen samen met Lambik en Jerom op een ijsje. Op straat zien ze boven op een flatgebouw Alex staan als gouden stuntman. Jerom wordt kwaad op Alex en er ontstaat een gevecht tussen de twee. Tante Sidonia stopt hen en laat ze zich excuseren. Sidonia geeft een wafelenbak samen met onze vrienden, Professor Barabas en Theofiel Boemerang. Alex neemt afscheid en vertrekt. Hij loopt een steegje in waar het geheime hoofdkwartier van Krimson is. Daar zegt Alex tegen Krimson: Ik heb hun vertrouwen gewonnen, Meester. Waarop Krimson antwoordt: Excellent..

## Achtergronden bij de uitgaven
- Het album bevat behalve bovenstaand verhaal ook 8 pagina’s met informatie over SOS Kinderdorpen in het algemeen.

## Trivia
Suske, Wiske en Lambik waren al eens eerder op de Sinksenfoor geweest. Dat was in het album De Rinoramp uit 1989. Toen waren ze op deze Antwerpse kermis getuige van de ontvoering van Pieter Paul, het zoontje van de baron Nills van Halbertsveld.